# Le Charroi de Nîmes
Le charroi de Nîmes (en cat. els carros de Nimes o el comboi de carros de Nimes) és una cançó de gesta francesa del cicle de Guillem que narra la conquesta de Nimes per part de Guillem. Es considera de la primera meitat del segle xii i consta de 1.486 versos decasíl·labs repartits en 57 laisses assonants. Argumentalment és continuada per La Prise d'Orange. Es conserva en 8 manuscrits cíclics (i un de fragmentari), que contenen, ordenades segons el desenvolupament de l'argument, diverses obres del cicle de Guillem.

## Argument
Tornant d'una cacera, Guillem s'adona que Lluís, a qui ell havia ajudat a guanyar la corona, ha repartit feus entre tots els seus vassalls, però l'ha oblidat, cosa que li retreu indignat. Rebutjant els intents de reparació de Lluís, Guillem decideix anar a conquerir el seu propi feu al "Regne d'Espanya", ocupat per sarraïns. Guillem reuneix cavallers, entre ells els seus nebots Bertran i Guielin, i emprèn la marxa vers Nimes. Pel camí troben un vilà amb un carro on carrega un barril de sal. En aquesta trobada se'ls acudeix de muntar un comboi de carros, aparentment carregats amb barrils de mercaderies per comerciar però en realitat amb barrils on s'amaguen els cavallers, per entrar a Nimes amb una estratègia de cavall de Troia. Amb aquesta estratègia aconsegueixen entrar a la ciutat i conquerir-la vencent el rei Otran i el seu germà Harpin.

## Comentari
La cançó de gesta no es basa en absolut en cap fet històric, tot i que Guillem sí que va participar en batalles contra els sarraïns, com la batalla de l'Orbieu.
La cançó de gesta reflecteix en la seva part inicial el problema contemporani real d'un rei feble i indecís, que ja es reflectia en Li coronemenz Looïs, davant d'uns vassalls poderosos. També els conflictes que es creen quan els feus esdevenen hereditaris i els segons fills no tenen terres. A l'inici, Lluís ofereix a Guillem diversos feus, el senyor dels quals ha mort deixant fills petits, i Guillem els refusa per no desheretar aquests fills. També li ofereix la meitat del seu regne, que Guillem refusa per no afeblir el regne. Finalment, Lluís va a conquerir Nimes amb molts cavallers que no tenen feus (bacheliers).
La part de la conquesta de Nimes està dominada per una sèrie d'escenes còmiques amb les peripècies del comboi de carros guiat per cavallers que no saben fer-ho i on els personatges es posen en situacions una mica ridícules, per exemple, vestint roba de comerciant i no de cavallers. La part on es descriu la batalla final, aquesta sí pròpia de cavallers, és relativament curta.